# سوزان نایمن
سوزان نایمن (به انگلیسی: Susan Neiman) (زاده ۲۷ مارس ۱۹۵۷) فیلسوف اخلاق آمریکایی، و مدیر کنونی انجمن اینشتین در پوتسدام آلمان است. او به طور گسترده درباره تقاطع عصر روشنگری و فلسفه اخلاق، متافیزیک و سیاست برای مخاطب آکادمیک و همچنین برای عموم نوشته‌است.
او در آتلانتا، جورجیا زاده شد، و در نوجوانی خانه خود را ترک کرده و به جنبش ضدجنگ ویتنام پیوست. سپس در دانشگاه هاروارد به تحصیل فلسفه پرداخت و پی‌اچ‌دی خود را زیر نظر جان رالز و استنلی کاول دریافت کرد. در مقطع تحصیلات تکمیلی او چند سال به مطالعه در دانشگاه آزاد برلین پرداخت. او در کتاب آتش آرام (۱۹۹۲) به خودزندگی‌نامه خود به عنوان زنی یهودی در دهه ۱۹۸۰ در برلین پرداخته‌است. از ۱۹۸۹ تا ۱۹۹۶ او استاد فلسفه در دانشگاه ییل، و از ۱۹۹۶ تا ۲۰۰۰ استاد فلسفه در دانشگاه تل‌آویو بود. از سال ۲۰۰۰ او مدیر انجمن اینشتین در پوتسدام بوده‌است.
نیمن عضو موسسه مطالعات پیشرفته پرینستون، محقق در مرکز مطالعات بنیاد راکفلر، و عضو ارشد شورای آمریکایی جوامع آموخته بوده‌است. او جوایزی از انجمن جهانی قلم، انجمن ناشران آمریکایی و آکادمی دین آمریکا دریافت کرده‌است. مقاله‌هایی از او در نیویورک تایمز، بوستن گلوب، دی سایت، فرانکفورتر آلگماینه زایتونگ و غیره منتشر شده‌است.
کتاب «شفافیت اخلاقی» اثر سوزان نایمن از سوی انتشارات رندوم هاوس در سال ۲۰۰۸ منتشر شد و در آن امکان طرح قرائتی متفاوت از اخلاق مدرن مورد بررسی قرار گرفت. این کتاب درصدد آن است تا بازنگری به نظریه‌های اخلاق داشته باشد. نایمن معتقد است که قرائتی خاص از اندیشه مدرن منجر به مارکسیسم و فاشیسم شد. او امکان طرح قرائتی متفاوت از این اندیشه را که به مارکسیسم و فاشیسم منجر نشود بررسی می‌کند. او از جمله محققانی است که معتقدند با قرائتی متفاوت از عقلانیت مدرن می‌توان دستاوردهایی متفاوت از عصر روشنگری به دست آورد و آنچه باعث عقلانیت ابزاری شد یک نوع قرائت خاص از عقلانیت و اخلاق مدرن بوده‌است.